# Lukas Rüegg
Pour les articles homonymes, voir Ruegg.
Lukas Rüegg (né le 9 septembre 1996 à Russikon) est un coureur cycliste suisse, membre de l'équipe Vorarlberg. Il participe à des compétitions sur route et sur piste.

## Biographie
Pour la saison 2018, Lukas Rüegg est recruté par l'équipe continentale autrichienne Vorarlberg,.

## Palmarès sur route

### Par année
- 2015
  - 1re étape du Tour de Nouvelle-Calédonie (contre-la-montre par équipes)
  - 3e du Tour de Berne amateurs
- 2017
  - Grand Prix Raiffeisen
- 2018
  -  Champion de Suisse sur route espoirs
- 2022
  - 2e du Tour de Berne
- 2023
  - 3e du Kirschblütenrennen
  - 3e du Tour de Berne
- 2024
  - 2e de Visit South Aegean Islands
  - 2e de la Flèche du Sud

### Classements mondiaux
| Année                                 | 2017  | 2018 | 2019 | 2020  | 2021  | 2022 | 2023  | 2024 |
| ------------------------------------- | ----- | ---- | ---- | ----- | ----- | ---- | ----- | ---- |
| Classement mondial                    | 1667e | 928e | 604e | 1461e | 1305e | nc   | 1721e | 898e |
| UCI Europe Tour                       | 1060e | 623e | 455e | 1095e | 939e  | nc   | nc    | nc   |
|                                       |       |      |      |       |       |      |       |      |
| Légende : nc = non classéSource : UCI |       |      |      |       |       |      |       |      |

## Palmarès sur piste

### Coupe du monde
- 2017-2018
  - 3e de la poursuite par équipes à Milton
- 2018-2019
  - 3e de la poursuite par équipes à Cambridge
- 2019-2020
  - 1er de la poursuite par équipes à Cambridge (avec Claudio Imhof, Stefan Bissegger, Robin Froidevaux et Mauro Schmid)

### Championnats d'Europe
| Édition / Épreuve     | Poursuite par équipes | Américaine | Course aux points |
| Anadia 2014 (juniors) | Bronze                |            |                   |
| Aigle 2018 (espoirs)  | Argent                | Bronze     |                   |
| Plovdiv 2020          | Bronze                |            |                   |
| Granges 2023          |                       | 12e        | 13e               |

### Jeux européens
| Édition / Épreuve | Poursuite par équipes |
| Minsk 2019        | Bronze                |

### Championnats de Suisse
| - 2013 - 3e de la vitesse par équipes - 2014 - 3e de la vitesse par équipes - 2015 - 3e de la vitesse par équipes - 2016 - 3e de la course à l'élimination - 3e de la vitesse par équipes - 2017 - Champion de Suisse de vitesse par équipes - Champion de Suisse de poursuite par équipes - 2018 - 2e du scratch | - 2019 - 3e de la course par élimination - 2020 - 2e du scratch - 3e de la course par élimination - 3e de la course aux points - 2021 - 2e de la course à l'élimination - 3e de la course aux points - 2022 - 3e de la course à l'élimination - 2023 - Champion de Suisse de course aux points - 3e de l'omnium |  |